# Río Hay
El río Hay (en inglés: Hay River, literalmente, 'río del heno') es un gran río de la vertiente ártica del noroeste de Canadá que discurre por el norte de la provincia de Alberta y el sur de los Territorios del Noroeste, con un bre tramo en la Columbia Británica. Tiene una longitud de 702 km (30.º del país) y drena una cuenca de 48 200 km², similar a países como Eslovaquía (127.º) o República Dominicana (128.º)

## Geografía

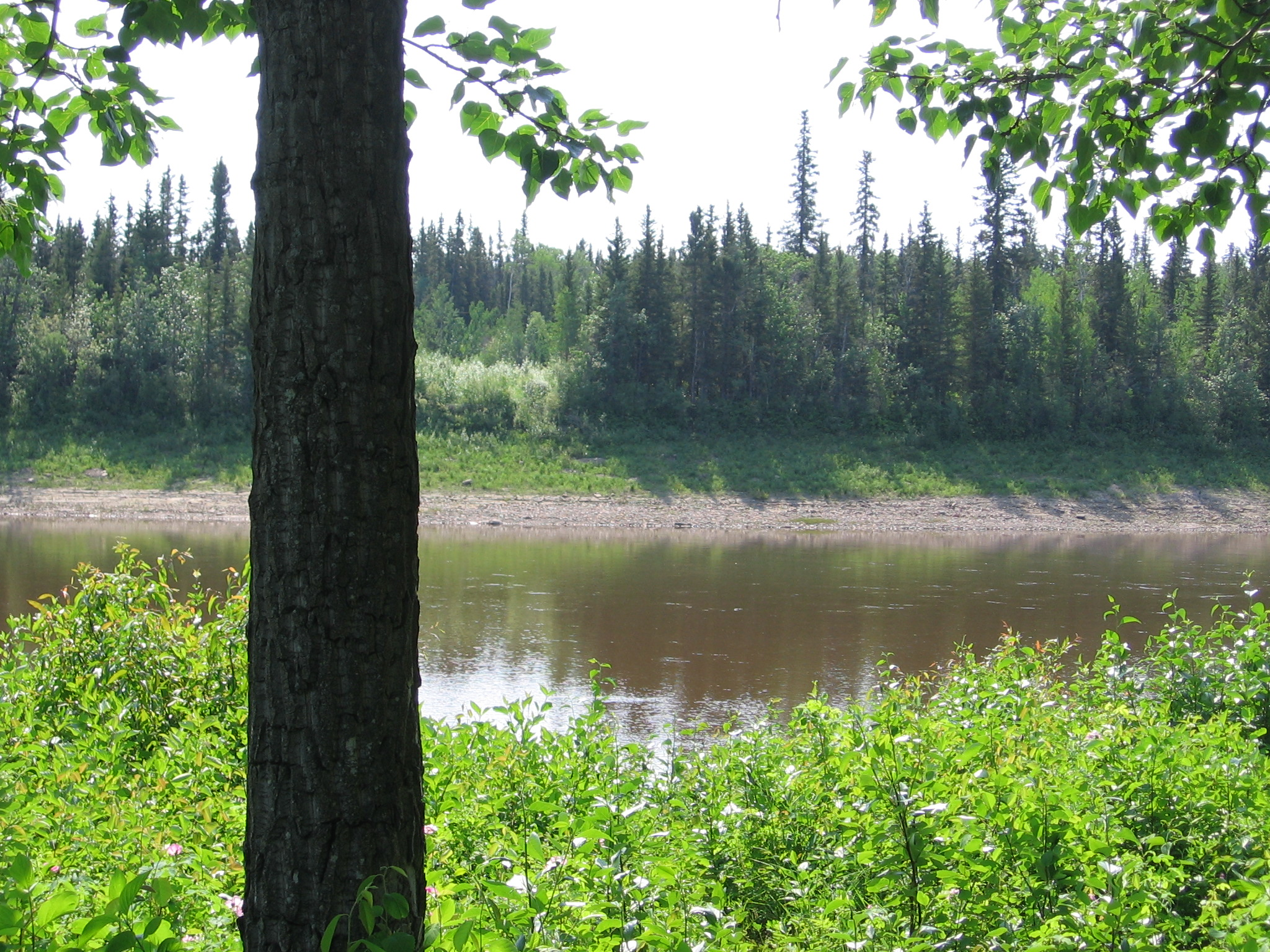
El río en verano cerca de la homónima localidad de Hay River.

El río a principios del otoño.

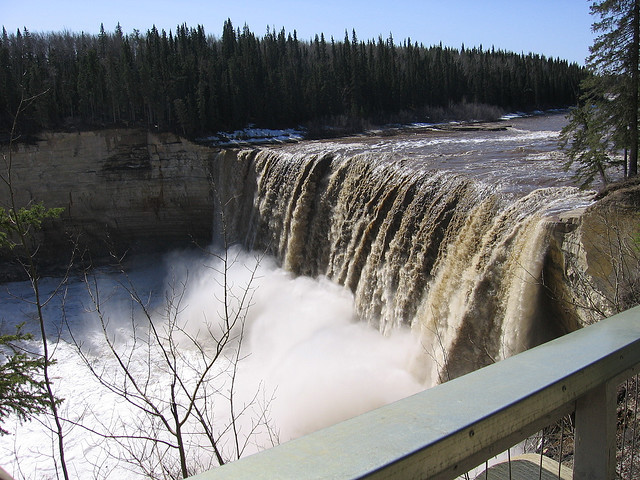
Las cataratas Alexandra.

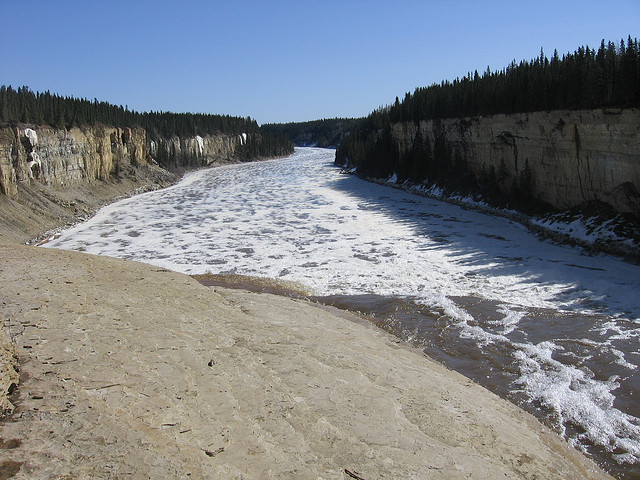
Aguas abjo de las cataratas Alexandra.

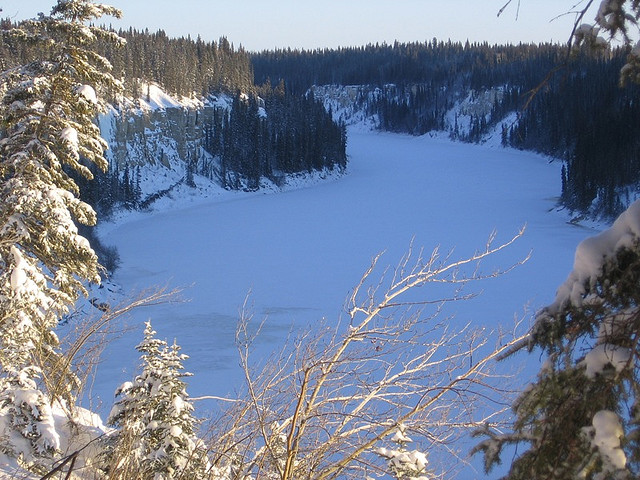
El río helado en el mismo tramo de las cataratas Alexandra.

Se origina en el muskeg —un tipo de suelo acidificado  de una región pantanosa con poco o ningún drenaje cuyo fondo está compuesto por roca—del noroeste de Alberta, fluye hacia el oeste hasta adentrarse brevemente en la Columbia Británica, donde vira en una curva cerrada al norte y regresa, en dirección este, de  nuevo a Alberta. Va volviéndose progresivamente hacia el noreste-norte hacia los Territorios del Noroeste. Después de pasar dos cascadas principales, las cataratas Alexandra (de 32 m) y Louise (Louise Falls), que fluye a través de la localidad de Hay River (3606 hab. en 2011) y descarga en el Gran Lago del Esclavo. A partir de ahí, sus aguas son llevadas hasta el océano Ártico vía el río Mackenzie.
El río Hay tiene una longitud total de 702 kilómetros y drena una cuenca de 48 200 km².
Los principales afluentes del río Hay son los ríos Chinchaga, Meander, Steen, Melvin y Little Hay. El Hay fluye de manera efectiva a través de los lagos Hay-Zama (586 km²), un lugar declarado en 1982 como humedal de importancia internacional (convenio de Ramsar). El lago Rainbow es un ensanchamiento del propio río en sí.
Las principales comunidades en la cuenca del río Hay son Rainbow Lake (870 hab.), Zama City (93 hab., Steen River e Indian Cabins, en Alberta, y Enterprise (87 hab. y el  homónimo Hay River (3606 hab.) en los Territorios del Noroeste. Hay dos comunidades de la Primeras Naciones de la cuenca del río:  Chateh y Meander River.
En la frontera de Alberta/Territorios del Noroeste, la descarga anual es de 3.630 hm³.  El único camping oficial a lo largo del río está en 60th Parallel Campground.

## Afluentes
Alberta
- lago Rainbow

British Columbia
- río Little Buffalo
  - arroyo Bivouac
- río Kotcho

Alberta
- - río Shekilie
  - arroyo White Spruce
  - arroyo Sahcho
  - arroyo Townsoitoi
- río Little Hay
  - arroyo Fire
- lago Zama
  - arroyo Sousa
  - arroyo Moody
  - río Zama
  - río Omega
  - río Amber
  - río Mega
  - río Vardie
- arroyo Adair
- río Chinchaga
- arroyo Negus
- Henderson Creek
- río Meander
- arroyo Adair Creek
- río Melvin
- arroyo Slavey
- río Roe
- arroyo Lutose
- arroyo Little Rapids
- río Steen
- arroyo Dizzy
- arroyo James 
  - arroyo Lessard
- arroyo Jackpot

Territorios del Noroeste
- Swan Lake
- lagos Goose Egg
- arroyo Swede
- arroyo Twin Falls